# دومینگتسه
دومینگتسه (به لهستانی:  Dominice) یک روستا در لهستان است که در گمینا وووشاکوویتسه واقع شده‌است.